# السوق القديم (القاعدة)

تعديل مصدري - تعديل

السوق القديم  إحدى حارات مدينة القاعدة بمحافظة إب، بلغ تعداد سكانها 200 نسمة حسب تعداد اليمن لعام 2004.